# Santa Cruz de la Serós
Santa Cruz de la Serós est une commune d'Espagne dans la communauté autonome d'Aragon, province de Huesca. Elle regroupe les villages de Santa Cruz de la Serós et Binacua. Sur son territoire se trouve le monastère Saint-Jean de la Peña.

## Géographie
Le territoire de la commune se situe dans le massif montagneux des Pyrénées :
| \| Santa Cruz de la Serós \| Géolocalisation sur la carte des Pyrénées |
| Santa Cruz de la Serós                                                 |

Administrativement la localité se trouve au nord de l'Aragon dans la comarque de Jacetania.

Localités limitrophes :

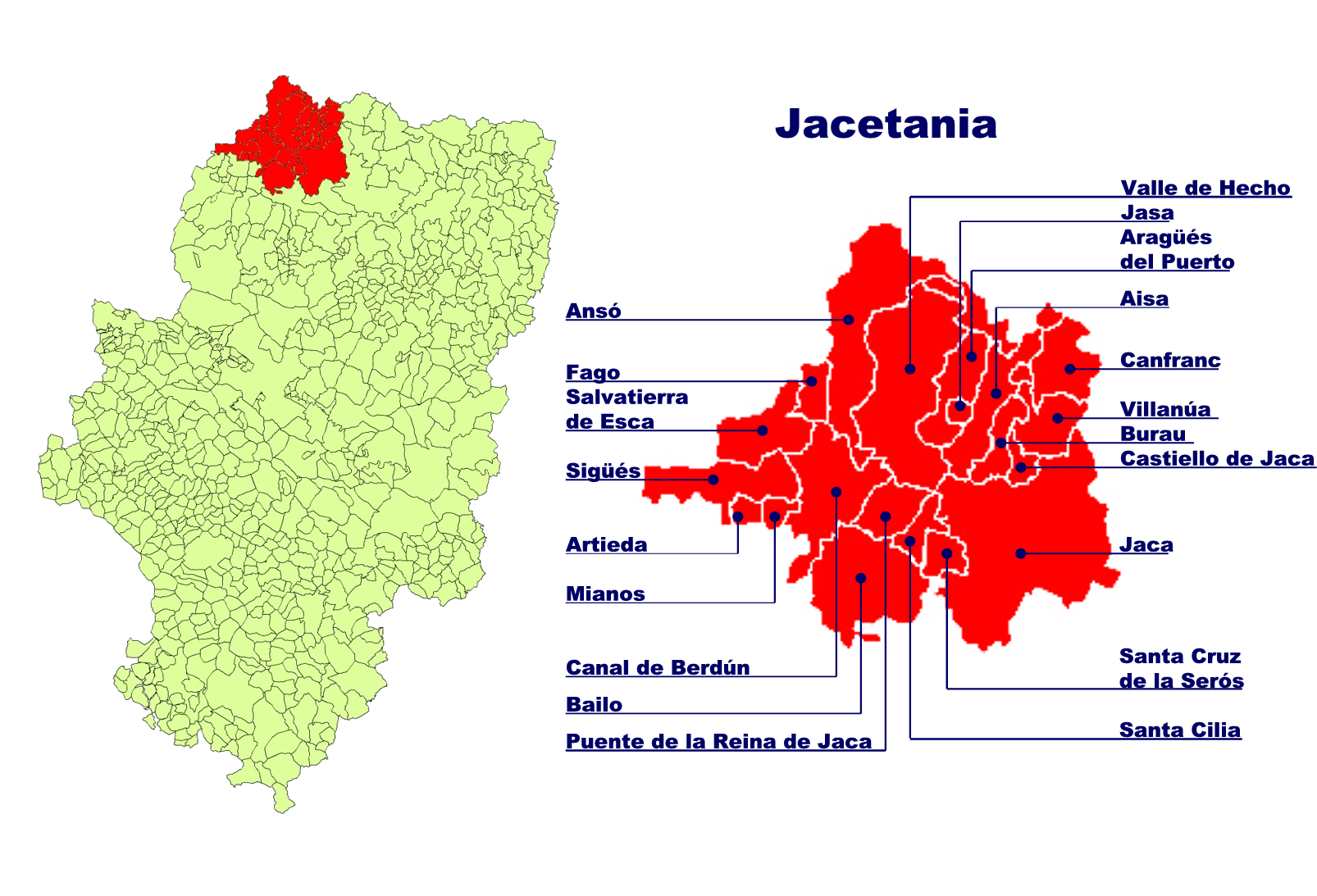
Territoire des communes en la comarque de la Jacetania (zone rouge, reste de l'Aragon en vert clair)

Jaca au nord, à l'est et au sud, ainsi que:
Santa Cilia de Jaca au nord et à l'ouest
Bailo au sud et à l'ouest
et Las Peñas de Riglos au sud (province de Huesca)

## Histoire
Santa Cruz de las Serós est sur le "Camino francés" de Saint Jacques de Compostelle, à 818 km du terme du pèlerinage.
Un monastère bénédictin féminin fut fondé dans ce lieu au milieu du XIe siècle, et devint le monastère féminin le plus important d'Aragon. Il accueillait les dames de la Maison Royale aragonaise et de la noblesse. Son abbesse était maîtresse des villages, églises et possessions des environs.
Le monastère fut abandonné au XVIe siècle, quand les religieuses partirent à Jaca.

## Administration
| Période | Période | Identité                            | Étiquette   | Qualité |
| ------- | ------- | ----------------------------------- | ----------- | ------- |
| 1979    | 1983    | José Lacasta Toyas                  | UCD         |         |
| 1983    | 1987    |                                     |             |         |
| 1987    | 1991    |                                     |             |         |
| 1991    | 1995    |                                     |             |         |
| 1995    | 1999    |                                     |             |         |
| 1999    | 2003    |                                     |             |         |
| 2003    | 2007    |                                     |             |         |
| 2007    | 2011    |                                     |             |         |
| 2011    | 2015    | María del Carmen Martínez Fernández | PSOE-Aragón |         |

## Démographie
| Évolution démographique | Évolution démographique | Évolution démographique | Évolution démographique | Évolution démographique | Évolution démographique | Évolution démographique | Évolution démographique | Évolution démographique | Évolution démographique | Évolution démographique | Évolution démographique | Évolution démographique | Évolution démographique | Évolution démographique | Évolution démographique | Évolution démographique | Évolution démographique |
| 1842                    | 1857                    | 1860                    | 1877                    | 1887                    | 1897                    | 1900                    | 1910                    | 1920                    | 1930                    | 1940                    | 1950                    | 1960                    | 1970                    | 1981                    | 1991                    | 2001                    | 2007                    |
| ----------------------- | ----------------------- | ----------------------- | ----------------------- | ----------------------- | ----------------------- | ----------------------- | ----------------------- | ----------------------- | ----------------------- | ----------------------- | ----------------------- | ----------------------- | ----------------------- | ----------------------- | ----------------------- | ----------------------- | ----------------------- |
| 216                     | ..                      | ..                      | 409                     | 407                     | 391                     | 422                     | 412                     | 332                     | 343                     | 341                     | 317                     | 252                     | 164                     | 144                     | 138                     | 152                     | 145                     |

## Patrimoine
- Chapelle de San Caprasio (1re moitié du XIe siècle)

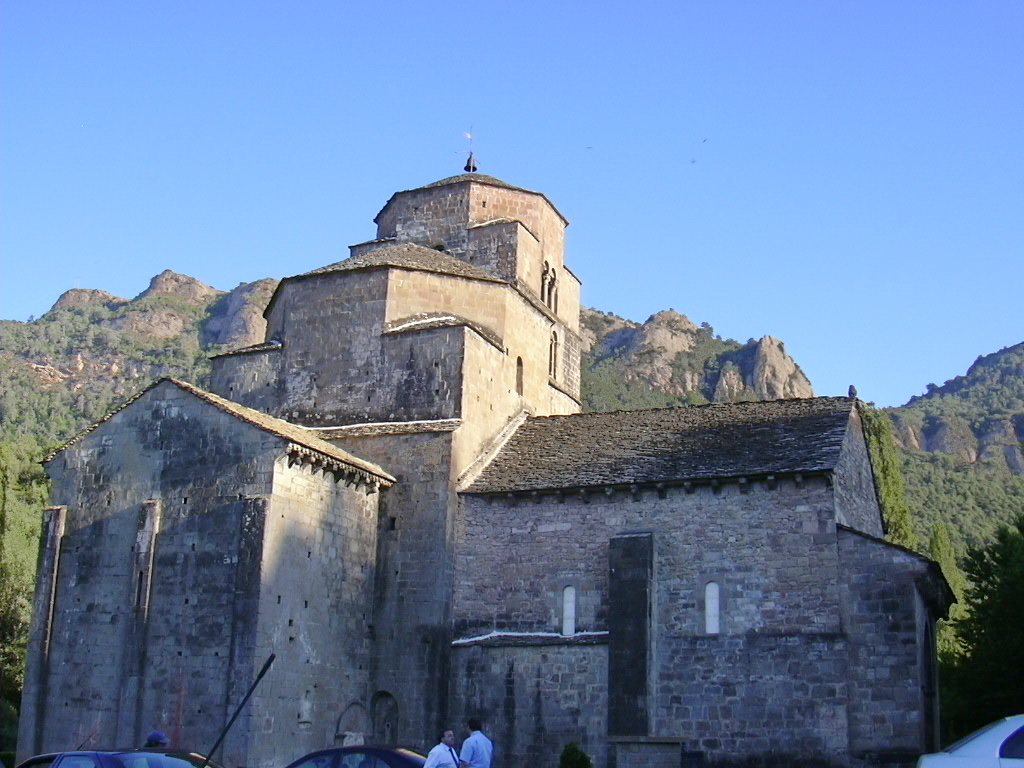
Santa Cruz de la Serós - Église de Santa María

- Église de Santa María (2e moitié du XIe siècle)

- Monastère Saint-Jean de la Peña